# シーザーズ・ヘッド州立公園
シーザーズ・ヘッド州立公園 (Caesars Head State Park) は、サウスカロライナ州グリーンヴィル北部に位置する州立公園である。ノースカロライナ州との州境からわずかに3マイルの場所に位置している。
ジョーンズ・ギャップ州立公園とともに、マウンテン・ブリッジ自然保護地域を形成している。